# Тринога Дмитро Іванович
Дмитро́ Іва́нович Тринога (с. Камінне, Надвірнянський район, Івано-Франківська область) — навідник танка, вояк 1-ї окремої танкової бригади Збройних сил України. Кавалер ордена «За мужність» III ступеня, учасник російсько-української війни.

## Бойовий шлях
22 січня 2015 р. під час виконання бойового завдання біля аеропорту «Донецьк» у складі своїх екіпажів сержант Костянтин Балтага, командир танка старшина Анатолій Скрицький, солдат Володимир Суханін, навідник солдат Дмитро Тринога вели вогонь на ураження противника, пробиваючи кільце оточення для виходу українських підрозділів. Під час ведення бою з ладу вийшла гармата танка. Гармату силами екіпажу відновили, не припинивши бою. Старшина Скрицький, сержант Балтага та солдат Тринога були поранені, але не покинули бойових позицій. Тринога зазнав осколкових та поранень від кулі снайпера. З двома перебитими руками він самотужки перев'язав рани та витягнув із палаючого танка двох бойових побратимів.
За уздоровленням пораненого доглядала дружина Наталія Тринога.

## Нагороди
За особисту мужність і героїзм, виявлені у захисті державного суверенітету та територіальної цілісності України, вірність військовій присязі під час російсько-української війни
- нагороджений орденом «За мужність» III ступеня (27.1.2015).